# دربیک‌ها
دربیک‌ها (derbices) قومی باستانی بودند که در شمال جرجان و همچنین در ناحیه رودبار گیلان در شمال فلات ایران و جنوب دریای خزر جای داشتند. به گزارش استرابون گروهی از تپورها مابین هیرکانیا و دربیک‌ها سکونت دارند. به گزارش بطلمیوس دربیک‌ها (dribyces) در کنار اقوام کادوسی و گلائه در منطقه مارگیانا (غرب سپیدرود تا مغان) سکونت داشتند. طبق این گزارش دربیک‌ها بین گلائه‌ها و آناریاکه‌ها سکونت داشتند.
هرودوت از قبیله دروپیک‌ها (dropiques) در کنار دائی‌ها (daens)، مارد (mardes)، و ساگارتی‌ها (sagarties) به عنوان پارس‌های کوچنشین و صحراگرد یاد کرده‌است، بیشتر اطلاعاتی که از آن‌ها بر جای مانده، بر اساس نوشته‌های کتزیاس است. آن‌ها به پیروی از رهبر خود آمورائوس علیه کوروش بزرگ شورش کردند، که سرانجام باعث زخمی شدن و مرگ کوروش شد. با این حال این قوم از کوروش شکست خورده و به شاهنشاهی هخامنشی ملحق شدند. وجود چنین اطلاعاتی در مورد این قوم بر نوشته‌های کتزیاس پزشک دربار هخامنشیان بنا شده و این مطالب مبنای یکی از نظریه‌های مطرح در مورد علت مرگ کوروش بزرگ است. دیگر نطریه‌های مطرح در مورد مرگ کوروش بزرگ یکی براساس گفته‌های هرودوت است که مرگ کوروش را در اثر جنگ با ماساژت‌ها ذکر کرده‌است و دیگری گفته‌های کسنوفون است که مرگ این پادشاه را به صورت طبیعی و در قصرش دانسته‌است.
از یونانیان نقل شده‌است که در میان مردم دربیکی رسمی بوده‌است مبتنی بر آنکه مردان و زنانی را که به سن ۷۰ سالگی می‌رسیدند می‌کشتند و گوشت‌شان را میان خویشاوندان تقسیم کرده و می‌خوردند. البته در اغلب اوقات از خوردن زنان خودداری کرده و در این موارد بعد از خفه کردن آنان دفن‌شان می‌کردند.

## دانشنامه ایرانیکا
به نقل از دانشنامه ایرانیکا دربیک‌ها یکی از اقوامی بودند که در دوره هخامنشیان منطقهٔ هیرکانیا را تحت فشار قرار می‌دادند. اراتوستن آنها را در منطقه خشک شمال اترک قرار داد. ظاهراً تعداد زیادی از دربیک‌ها باید قلمرویی از ساحل دریای خزر تا آمودریا (اکسوس) که توسط داهه اشغال شده‌است، در اختیار داشته باشند. به گفته پلینی دربیک‌ها در کنار آمودریا (اکسوس) نشیمن دارند و استفانوس بیزانتیوس دربیک‌ها را تا هند و باکتریا گسترش می‌دهد. در روایت کتزیاس، این آخرین نبرد کوروش علیه دربیک‌ها انجام گرفت. وی با پیروزی (به کمک ساکاها) یک ساتراپ به دربیک‌ها اختصاص داد. حرکت برخی دربیکی‌ها به سمت جنوب غربی در امتداد ساحل خزر از کنار هیرکانی به مرکز مازندران ادامه پیدا کرد. به گزارش کوینت کورس این دربیکی‌ها با چهل هزار نیرو بیشترین شمار نیروها را در نبرد گوگمل در بین سایر اقوام ساحل خزر داشتند. برخی دیگر از دربیکی‌ها به سمت جنوب شرقی به مارگیانا راه پیدا کردند.